# Commandant en chef des forces armées ukrainiennes
Le commandant en chef des forces armées ukrainiennes (en ukrainien Головнокомандувач Збройних сил України, Holovnokomandouvatch Zbroïnykh syl Oukraïny) est à la tête de l'armée professionnelle ukrainienne.

## Historique
Le poste est créé en mars 2020 par Volodymyr Zelensky. Le premier commandant nommé est Rouslan Khomtchak.

## Liste des commandants en chef des forces armées ukrainiennes
| Commandant en chef des forces armées ukrainiennes |                 |                    |                   |                |                  |                 |
|                                                   |                 | Lieutenant général | Rouslan Khomtchak | 28 mars 2020   | 27 juillet 2021  | 1 an, 121 jours |
|                                                   | Général         | Valeri Zaloujny    | 27 juillet 2021   | 8 février 2024 | 2 ans, 196 jours |                 |
|                                                   | Colonel général | Oleksandr Syrsky   | 8 février 2024    | en fonction    | 1 an, 174 jours  |                 |